# آنا چلازکو
آنا چلازکو (انگلیسی: Anna Żelazko؛ زادهٔ ۱۵ آوریل ۱۹۸۳) بازیکن فوتبال اهل لهستان است.
وی همچنین در تیم ملی فوتبال زنان لهستان بازی کرده‌است.